# Miopatia mitocondrial
Les miopaties mitocondrials són tipus de miopaties associades a malalties mitocondrials. A la biòpsia, el teixit muscular dels pacients amb aquestes malalties acostuma a mostrar fibres musculars "vermelles irregulars". Aquestes fibres de color vermell irregular contenen acumulacions lleus de glicogen i lípids neutres, i poden mostrar una reactivitat augmentada per al succinat deshidrogenasa i una reactivitat disminuïda pel citocrom c oxidasa. Es creia que l'herència era materna (extranuclear no mendeliana). Ara se sap que certes supressions d'ADN nuclear també poden causar miopatia mitocondrial com la supressió del gen OPA1. Hi ha diverses subcategories de miopaties mitocondrials.

## Signes i símptomes
Els signes i símptomes inclouen (per a cadascuna de les causes següents):
- Encefalomiopatia mitocondrial, acidosi làctica i síndrome semblant a un ictus (MELAS)
  - Graus variables de deteriorament cognitiu i demència
  - Acidosi làctica
  - Ictus
  - Atacs isquèmics transitoris
  - Pèrdua d'oïda
  - Pèrdua de pes
- Epilèpsia mioclònica i fibres vermelles irregulars (MERRF)
  - Epilèpsia mioclònica progressiva
  - Els grups de mitocondris malalts s'acumulen a les fibres musculars i apareixen com a "fibres vermelles irregulars" quan el múscul es tenyeix amb una tinció tricromica de Gömöri modificada.
  - Estatura baixa
- Síndrome de Kearns-Sayre
  - Oftalmoplegia externa
  - Defectes de conducció cardíaca
  - Pèrdua auditiva neurosensorial
- Oftalmoplegia externa progressiva crònica
  - Oftalmoparèsia progressiva
  - Superposició simptomàtica amb altres miopaties mitocondrials